# Adolphe Jauréguy
Pour les articles homonymes, voir Jauréguy.

a Compétitions nationales et continentales officielles uniquement.

b Matchs officiels uniquement.

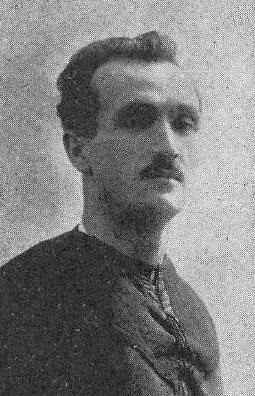
Adolphe Jauréguy en 1921.

Adolphe Jauréguy, né le 18 février 1898 à Ostabat (Basses-Pyrénées) et mort le 4 septembre 1977 à Saint-Jean-Pied-de-Port, est un joueur français de rugby à XV du Stadoceste tarbais et du Stade toulousain.

## Biographie

### Carrière en club
Troisième ligne puis trois-quarts aile (à gauche), ayant fait également partie de l'ASCAS (Association sportive des Chauffeurs d'automobiles de Santeny, comité d'Île-de-France) de René Crabos en 1913, du Stade bagnérais (à ses débuts), du Havre AC (il n'y disputa aucun match), du SCUF, du Stade français, du Stadoceste tarbais et du Racing Club de France (jouant avec Crabos et François Borde dans ces deux derniers clubs). Au total, il passa par neuf clubs différents. Sous un physique austère et longiligne, il cachait en fait un humour froid, « à la britannique ».

### Carrière internationale
Adolphe Jauréguy connaît sa première sélection le 1er janvier 1920 contre l'Écosse.
Il est capitaine du premier XV de France à battre l'Angleterre dans l'histoire, en 1927.
Il inscrit au total 14 essais en bleu en 31 sélections, dont un quadruplé contre la Roumanie en 1924.
Il est avec Maurice Celhay le meilleur marqueur d'essais lors d'un match international (quatre en 1924, face à la Roumanie), et avec Clément Dupont le premier international français à vaincre les quatre nations britanniques avant-guerre.

### Après Carrière
Vice-président délégué de la FFR de 1949 à 1968, il dirige ainsi la toute première tournée de l'équipe de France à l'étranger, en 1949 , en Argentine avec René Crabos, il est sélectionneur de l'équipe de France durant la période de reprise en compétition de la France au sein du Tournoi des Cinq Nations (empêchant ainsi avec René Crabos une seconde exclusion de la France de ce dernier du fait des Écossais, grâce à ses excellentes relations personnelles avec les dirigeants des Home Unions britanniques de l'époque).
Président pendant vingt ans de la Commission de sélection nationale, de 1948 à 1968 (en fait le chef des sélectionneurs des diverses équipes de France, d'où de nombreux passages télévisés durant les années 1960).
Adolphe Jauréguy est également écrivain, et inspecteur de l'Enregistrement auprès du ministère des Finances.
En 1974, une Coupe Adolphe Jauréguy est attribuée au vainqueur des clubs d'élite relégables lors de cette unique saison. Cette compétition jugée impopulaire ne fut pas reconduite l'année suivante, faisant ainsi du Castres olympique le seul vainqueur de ce trophée.

## Vie privée
Son frère aîné, Pierre Jauréguy, né le 28 mai 1891 également à Ostabat, vétérinaire, fut international à quatre reprises en 1913, également ailier gauche, et champion de France en 1912 avec l'équipe invaincue en championnat dite de la Vierge rouge du Stade toulousain.
Il fut mobilisé dans l'artillerie durant la Grande Guerre.

## Palmarès

### En club
- Coupe de l'Espérance en 1919 avec le Stadoceste tarbais.
- Champion de France en 1922 et 1923 avec le Stade toulousain.
- Vice-champion de France en 1920 avec le Racing Club de France.
- Vice-champion de France en 1921 avec le Stade toulousain.
- Vice-champion de France en 1927 avec le Stade français.
- Champion de Paris en 1920 et 1927.
- Champion des Pyrénées en 1922.

### Divers
- Sélectionné en équipe Sud, en mars 1917[5].

### En équipe de France
- 31 sélections, plus une olympique.
- 14 essais (42 points) : recordman jusqu'en 1960.
- Sélections par année : 5 en 1920, 2 en 1922, 4 en 1923, 4 en 1924, 2 en 1925, 4 en 1926, 2 en 1927, 6 en 1928, 2 en 1929.
- Premier Français à battre les quatre nations britanniques, et première victoire à l'extérieur (Irlande en 1920) du XV de France.
- treize fois capitaine du Quinze de France de 1926 à 1929 (record avant-guerre avec Marcel Communeau, devant Eugène Ribère et René Crabos à 12), .. d'où le 7e ratio capitanats/sélections de France, à 0,42, derrière Philippe Struxiano et Marcel Communeau intouchables, Joseph Desclaux, René Crabos, Jean-Pierre Rives et Philippe Saint-André.
- Participation à neuf (seulement dépassé par les dix d'Eugène Ribère) Tournoi des Cinq Nations avant-guerre : 1920, 1922, 1923, 1924, 1925, 1926, 1927, 1928 et 1929 (et capitaine les trois dernières années).
- Les quatre victoires de Jauréguy dans le tournoi :
  - 1920 : Irlande-France 7-15
  - 1923 : France-Irlande 14-8
  - 1924 : France-Écosse 12-10
  - 1928 : France (capitaine)-Pays de Galles 8-3.
- Jeux Interalliés en 1919.
- Vice-champion olympique en 1924 (il joue également la revanche de la finale des Jeux olympiques de 1920, un mois après celle-ci, en octobre à Colombes, marquant un essai et la France battant alors les champions olympiques américains par 14 à 5).

## Filmographie
- 1928 : La Grande Passion d'André Hugon : lui-même, capitaine de l'équipe de France de rugby